# Шерпур (зіла)
Шерпур (бенг. শেরপুর জেলা, Шерпур Джела також Шерпур Зіла) — район у Північному Бангладеш. Входить до регіону Майменсінгх. До 1984 року округ Шерпур був підрозділом округу Джамалпур. 22 лютого 1984 року його перетворено на район. Місто Шерпур розташоване приблизно в 197—199 км на північ від Дакки, столиці Бангладеш.

## Історія
Регіон Шерпур був частиною королівства Камарупа в стародавні часи і з часом став частиною Бенгальської Субах імперії Великих Моголів. Від часів Уоррена Гастінгса до лорда Корнуолліса проти Ост-Індської компанії та місцевих заміндарів відбувалися повстання факірів-саньясі. Тіпу Шах, лідер руху факірів, проголосив суверенітет у цьому регіоні та заснував свою столицю в Гаджріпі. Селянські конференції проводилися в 1906, 1914 і 1917 роках у Камарер Чар Шерпура під керівництвом Хоса Мухаммада Чоудхурі. Комуністи повстали проти систем Нанкара, Тонка, Бхавалі, Махаджані, Іджараді протягом 1838–48 років у Шерпурі. У 1897 році руйнівний землетрус змінив основну течію Брахмапутри до Джамуни та сильно зменшив потік у Старій Брахмапутрі. Це також завдало серйозної шкоди багатьом старим будівлям.

## Географія
Район Шерпур займає площу 1359,87 квадратних кілометрів, розташований між 24°18' і 25°18' північної широти і між 89°53' і 90°91' східної довготи.
Межує на півночі з Індією, на сході з районом Міменсінгх, на півдні та заході з районом Джамалпур. Головні річки округу Шерпур — Брахмапутра, Конгшо і Вогай. Маліжі, Сомешварі, Нітай, Махарші є деякі другорядні річки цього району. Основним природним багатством цього району є керамічні ґрунти. Середньорічна температура в цьому районі коливається від максимальних 33,3 °C до мінімум 12 °C. Річна кількість опадів становить 2174 мм.